# أفرنش
أبرنجش أو أبرنجس أو أفرنش أو افرانش (بالفرنسية: Avranches)، هي بلدية فرنسية في إقليم المانش، في منطقة نورماندي، في شمال غرب فرنسا. إنها مقاطعة فرعية للإدارة.

## معرض صور

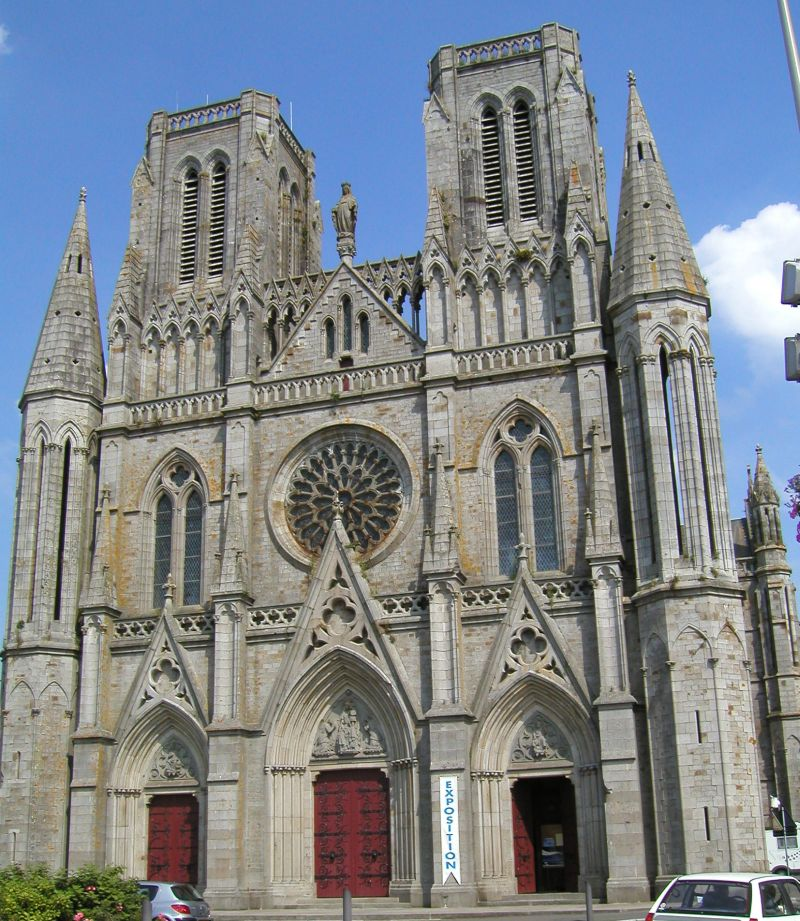
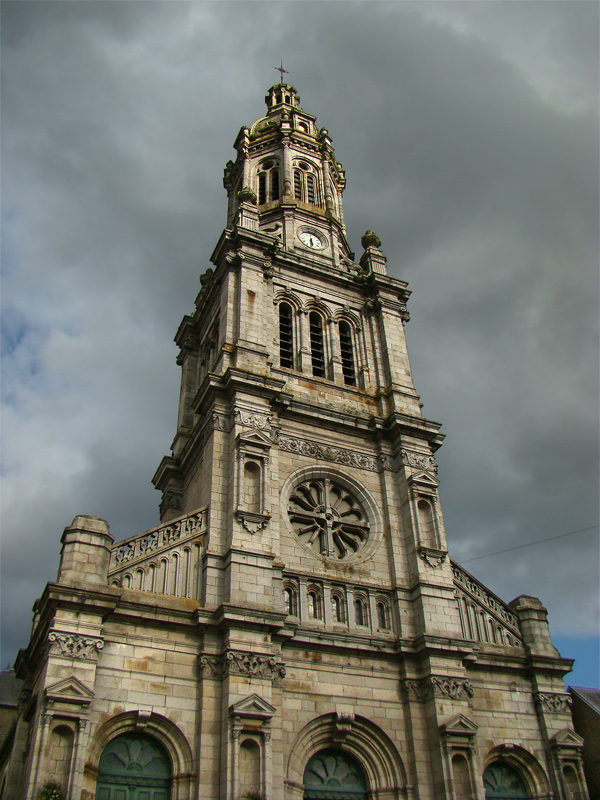
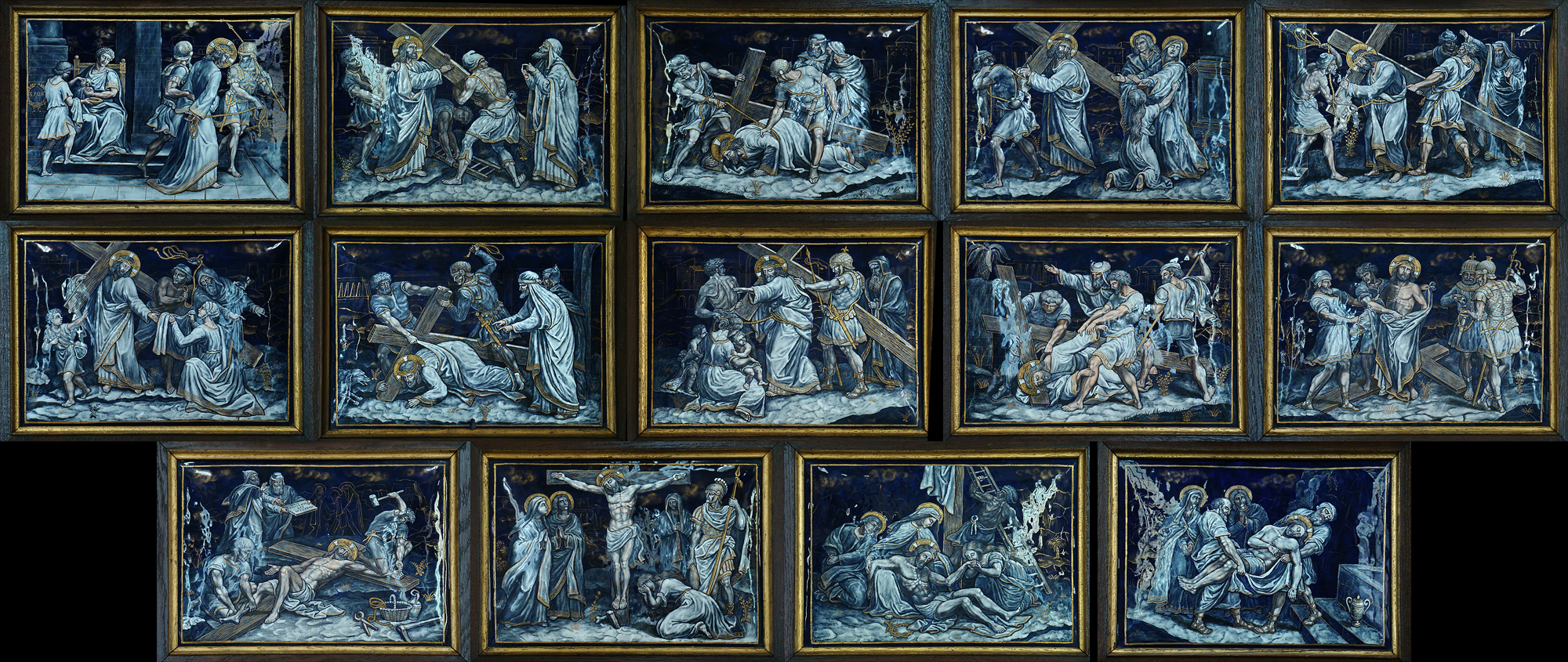
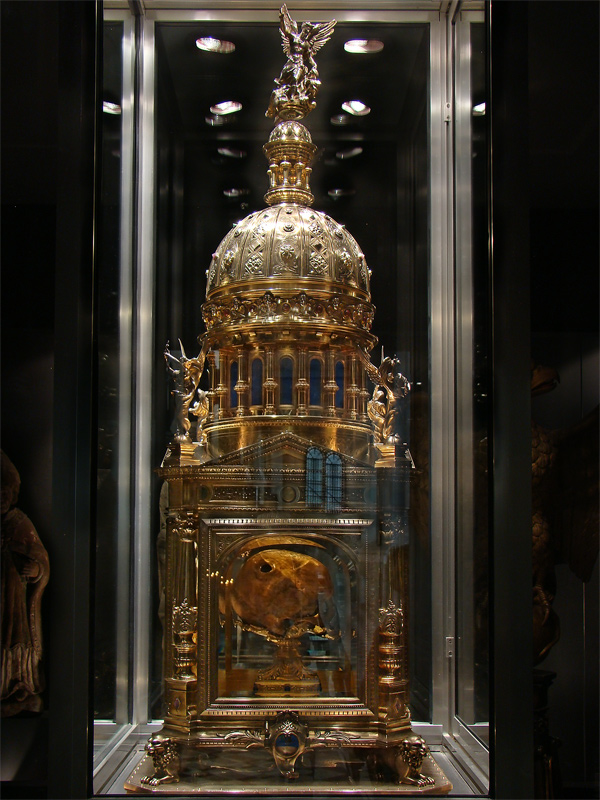

## توأمة
لافرانش اتفاقيات توأمة مع كل من:
- كورباخ
- سان جودان
- ساينت هيلير

## أعلام
- فريدي فوتريل